# Arachnodes variolosus
Arachnodes variolosus är en skalbaggsart som beskrevs av Lebis 1953. Arachnodes variolosus ingår i släktet Arachnodes och familjen bladhorningar. Inga underarter finns listade.